# Bratucice
Bratucice – wieś w Polsce położona w województwie małopolskim, w powiecie bocheńskim, w gminie Rzezawa.
Wieś królewska w tenucie niepołomickiej w powiecie szczyrzyckim województwa krakowskiego w końcu XVI wieku. W latach 1954–1961 wieś należała i była siedzibą gromady Bratucice. W latach 1975–1998 miejscowość administracyjnie należała do województwa tarnowskiego. Integralne części miejscowości: Bródek, Łazek, Mole, Podlesie, Radziejów.

## Położenie
Bratucice są największą pod względem obszaru i najbardziej na północ wysuniętą częścią gminy. Od zachodu graniczą z gminą Bochnia, od północy z gminą Szczurowa, a od wschodu z gminą Brzesko. W swojej gminie sąsiadują od południa z sołectwami:
- Buczków
- Dąbrówka
- Dębina
- Okulice.

## Części wsi
| SIMC    | Nazwa     | Rodzaj    |
| ------- | --------- | --------- |
| 0829922 | Bródek    | część wsi |
| 0829939 | Łazek     | część wsi |
| 0829945 | Mole      | część wsi |
| 0829951 | Podlesie  | część wsi |
| 0829968 | Radziejów | część wsi |

## Nazwy obiektów fizjograficznych
Biały Ług, Błonie, Boconek, Browarzysko, Chłopia góra, Dębicz, Gliniki, Górki, Grabina, Koszuca, Kościelne Górki, Łaty, Młynarskie, Odnogi, Osiek, Ośprót, Pasternik, Piaski, Pławie, Podsłońce, Podgórze, Poręby, Pustki, Sicina, Staw, Studzienica, Wilczy Grunt, Zagumnie, Zamoście.

## Historia
Wzmianka o założeniu wsi datowana jest na rok 1389. Początkowa była własnością szlachecką Wilczków herbu Poraj, którzy po roku 1408 sprzedali ją Leliwitom Melsztyńskim, razem z Dębowym Działem. Między rokiem 1527 a 1564 Bratucice stopniowo weszły do starostwa niepołomickiego, będącego własnością królewską. Pozostały w nim aż do utraty niepodległości. Bratucice weszły pod panowanie Austrii już podczas I rozbioru. Później należały do dominium niepołomickiego i były pod bezpośrednim zarządem cesarza. W Bratucicach urodził się generał Leopold Okulicki. Funkcjonuje też Izba Pamięci Gen. Leopolda Okulickiego w Bratucicach.
12 czerwca 1945 roku do lasu bratucickiego przybył oddział WIN „OP ŚCIGACZ”. Celem założenia obozu i szkolenia żołnierzy w terenie nizinnym. Dowódcą był plut. pchor. Stefan Kaczmarczyk „Baca”. W nocy z 19 na 20 czerwca 1945 roku, liczne oddziały ekspedycji karnej na miejsce akcji w Bratucicach zostały dowiezione autami. Bezgłośna operacja okrążenia i zaskoczenia partyzantów nie udała się. Z okrążenia wyszło łącznie 35 osób w dwóch grupach. Na skraju lasu ubowcy zamordowali 4 młodych ochotników zdążających do obozu. Zostali pochowani na cmentarzu w Cerekwi z różnymi datami zgonów.

## Zabytki
Obiekty wpisane do rejestru zabytków nieruchomych województwa małopolskiego.
- cmentarz wojenny nr 318 z I wojny światowej.

Na terenie wsi, w przysiółku Radziejów cmentarz z okresu I wojny światowej z numerem 318 (nr. rej.: A-92/M z 23.05.2007). Jest tam podana jego lokalizacja jako Wrzępia, zakwalifikowany do IX okręgu Bochnia. Na cmentarzu jest pochowanych 51 Austriaków z 32 pułku piechoty landwery i 32 pułku strzelców. Są to dwie mogiły zbiorowe. Projektantem cmentarza był Franz Stark. Wieść gminna powiada, że część pochowanych tu żołnierzy to ofiary krwawej kłótni przy grze w karty, z której skorzystali Rosjanie, dokonując wypadu i ostrzeliwując bijących się między sobą Austriaków z broni maszynowej.
43 żołnierzy jest pochowanych jako bezimienni, wśród nich jest jeden porucznik. Imiennie wymieniono: plutonowy Jan Gawliński, plutonowy Wojciech Madura, szer. Alojz Weiss, szer. Franciszek Żurawski, szer. Jan Sikora, szer. Władysław Kołodziej, porucznik Siegfrid Wechsberg, szer. Emil Antl.

### Obiekty inżynieryjne
W lipcu 2012 przestał istnieć fragment jednego z wałów stawu rybnego. Ziemia z jego rozbiórki trafiła na cmentarz parafialny w Bratucicach. Jednoznacznie nie można stwierdzić, czy ta część wału liczyła parę wieków, bo źródła nie określają dokładnego położenia.
Oto fragment sprawozdania, po przeprowadzonej lustracji w roku 1564: „[...] Gdy tam rewizorowie wyjechali, pokazał pan starosta niepołomicki Grzegorz Branicki z poddanymi JKM ten las i łąkę, na której łące i lesie jest teraz staw zbudowany, i powiadali poddani, że potok ten z krzeczowskiego imienia przez ten las idzie, na którem ten staw jest zastawiony i graniczy Czerekiew od Bratucic. Item skarżyli się poddani bratuciccy, że ten staw woda zbytnia przez wierzchowiska wypiera podle grobli na łąki i na pola bratucickie. Snać się i folwarkowi, i kmieciom wielka szkoda dzieje, bo powiedali, że tego roku dwakroć siali pole, że się pierwsze wysiewki wytopiły. [...]”

## Środowisko przyrodnicze
Wieś leży na terenie Bratucickiego Obszaru Chronionego Krajobrazu.

## Osoby związane z Bratucicami
Leopold Okulicki urodził się 12 XI 1898 r. Okuliccy mieszkali w Bratucicach przez 6 lat, tu urodził się Leopold. Następnie wrócili do Okulic. Przodkowie nosili nazwisko Kicka. Ojciec Leopolda, Błażej być może za przykładem swego stryja (profesora w seminarium duchownym we Lwowie) zdecydował się na zmianę nazwiska.
Jan Okulicki urodził się w 1896 roku. Przez 1,5 roku pracował w Ameryce, po powrocie brał udział w wojnie polsko-bolszewickiej. był kilkakrotnie ranny, dosłużył się rangi sierżanta. Został wójtem w Bratucicach, społecznik, działacz OSP, Kółka rolniczego, ZSL we władzach powiatowych sekretarzem (1926). Kandydował do sejmu. Został pierwszym wójtem gminy Zbiorowej w Bogucicach. Zmarł 3 VI 1936 roku.
Por. dr Andrzej Bieniek urodził się w Bratucicach 17 X 1895 r. i ukończył tam szkołę podstawową.

## Instytucje
- Wiejski Ośrodek Zdrowia
- Przedszkole
- Ochotnicza Straż Pożarna Bratucice (powstała w 1892 roku)
- Punkt Apteczny

4 maja 2008 otwarto w Bratucicach Izbę Pamięci generała Leopolda Okulickiego.